# إيمانويل صابي
إيمانويل صابي (بالإنجليزية: Emmanuel Sabbi)‏ (24 ديسمبر 1997 بفيتشنزا في إيطاليا - ) هو لاعب كرة قدم أمريكي في مركز الهجوم. لعب مع نادي لاس بالماس.

## روابط خارجية
- إيمانويل صابي على موقع الدوري الأمريكي (الإنجليزية)
- إيمانويل صابي على موقع قاعدة بيانات كرة القدم.إي يو (الإنجليزية)
- إيمانويل صابي على موقع ليكيب (الفرنسية)
- إيمانويل صابي على موقع ناشيونال فوتبول تيمز (الإنجليزية)
- إيمانويل صابي على موقع Soccerway.com (الإنجليزية)
- إيمانويل صابي على موقع عالم كرة القدم.نت (الإنجليزية)